# فرط اليوزينيات النسيلي
إن فرط اليوزينيات النسيلي، الذي يُطلق عليه أيضًا فرط اليوزينيات الأولي أو كثرة اليوزينيات النسيلية، هو مجموعة من الاضطرابات الدموية التي تتميز جميعها بتطور ونمو مجموعة من الحمضات المتسرطنة أو محتملة التسرطن، وهي أحد أنواع خلايا الدم البيضاء التي تكون موجودة في نخاع العظم، والدم والأنسجة الأخرى. تتكون هذه المجموعة من سلالة من الحمضات، أي مجموعة من الحمضات المتماثلة وراثيًا والمستمدة من خلية سلف تعرضت لطفرة أدت فيها لحدوث المرض.
تحمل نسيلة الحمضات طفرة في أي من الجينات العديدة التي ترمز للبروتينات التي تنظم نمو الخلية. تجعل هذه الطفرات البروتينات نشطة بشكل مستمر وبالتالي تحفز نموها بشكل مستمر وغير منضبط. قد تنتشر مجموعة الحمضات التي تشكلت في البداية في نخاع العظم إلى الدم ثم تدخل وتصيب الأنسجة والأعضاء المختلفة.
سريريًا، يشبه فرط اليوزينيّات النسيلي أنواعًا مختلفة من ابيضاضات ولمفومات الدم المزمنة أو الحادة أو الأمراض التكاثرية النقوية. لكن بالرغم من ذلك يمكن تمييز فرط اليوزينيّات النسيلي عن هذه الأورام الخبيثة الدموية الأخرى عن طريق الطفرات الوراثية التي تسبب حدوثها، والأهم من ذلك، مدى تأثّرها بمجموعات علاجية محددة. أي أن العديد من أنواع هذه الاضطرابات حساسة بشكل ملحوظ للأدوية غير السامة نسبيًا.

## خلفية
تنقسم الخلايا الجذعية المكونة للدم إلى: 1) سلائف الخلايا النخاعية التي تتمايز إلى خلايا الدم الحمراء أو الخلايا البدينة أو الخلايا كبيرة النواة التي تشكل الصفيحات الدموية أو الخلايا الوحيدة، والتي تتمايز فيما بعد إلى خلايا الدم البيضاء، أي العدلات والخلايا القاعدية والخلايا الوحيدة، والحمضات. وَ2) سلائف الخلايا اللمفاوية التي تتمايز إلى الخلايا اللمفاوية التائية والخلايا اللمفاوية البائية والخلايا القاتلة الطبيعية. يؤدي التحول الخبيث من هذه الخلايا الجذعية أو السلائف إلى تطور الأورام الخبيثة الدموية المختلفة. تتضمن بعض هذه التحولات انتقالات كروموسومية أو حذف خلالي (الطفرات) يتسبب في إحداث جينات الاندماج. تقوم جينات الاندماج هذه بتشفير بروتينات الاندماج التي تحفز بشكل مستمر نمو الخلايا وتكاثرها ومدة بقائها و/أو تمايزها. تحدث مثل هذه الطفرات في الخلايا الجذعية الدموية و/أو السلائف النخاعية الناتجة عنها وسلائف الخلايا اللمفاوية. عادة ما تكون الطفرات موجودة في الجينات التي تشفر بروتينات التيروزين كيناز، وتسبب أو تساهم في تطوير الأورام الخبيثة الدموية. المثال الكلاسيكي لذلك هو ابيضاض الدم النقوي المزمن، وهو ورم شائع يحدث بسبب طفرة تعطي الجين المندمج BCR-ABL1 (انظر كروموسوم فيلادلفيا). ويرجع السبب في هذا المرض إلى تحويل بروتين التيروزين كيناز المنظّم لبروتين ABL1 إلى بروتين غير منظم وناشط بشكل مستمر ويسمى بروتين الاندماج BCR-ABL1. يُعالج الشكل الذي يكون فيه صبغي فيلادلفيا إيجبيًا من ابيضاض الدم النقوي المزمن كيماويًا، ولكن مع ذلك كان يعتبر قاتلًا في غضون 18 إلى 60 شهرًا من التشخيص. بعد اكتشاف أن نشاط التيروزين كيناز يكون غير منضبط في هذا الاضطراب واستخدام مثبطات التيروزين كيناز، يُعالج الآن سرطان الدم النقوي المزمن إيجابي صبغي فيلادلفيا بنجاح باستخدام أدوية تثبيط التيروزين كيناز التي تحقق كبتًا على المدى الطويل للسرطان.
تظهر بعض الأورام الخبيثة الدموية أعدادًا متزايدة من الحمضات الدموية المنتشرة، وزيادة أعداد الحمضات في نخاع العظم ، و/أو ارتشاح الحمضات إلى الأنسجة الطبيعية بطريقة أخرى. شُخصت في البداية هذه الأورام الخبيثة على أنها كثرة اليوزينيات، أو فرط اليوزينيات، أو ابيضاض الدم الحاد الأيوزيني، أو ابيضاض الدم المزمن الأيوزيني، أو أحد اللوكيميات النخاعية الأخرى، أو الساركومة النقوية، أو الابيضاضات اللمفاوية، أو لمفومات لا هودجكن. استنادًا إلى ارتباطها مع الحمضات، والطفرات الوراثية الفريدة، والحساسية المعروفة أو المحتملة لمثبطات التيروزين كيناز أو غيرها من العلاجات الدوائية المحددة، فهي الآن في طور تصنيفها معًا تحت مصطلح فرط اليوزينيّات النسيلي أو كثرة الحمضات. تاريخيًا، قُيّم المرضى الذين يعانون من متلازمات الحمض النووي المذكورة أن السبب في زيادة الحمضات الموجودة يعود إلى إصابتهم بأمراض الحساسية، وبالطفيليات أو الفطريات، واضطرابات المناعة الذاتية، ومختلف أمراض الدم الوراثية المزمنة (مثل الابيضاض النقوي المزمن، وكثرة الخلايا البدنية الجهازية، إلخ). (انظر أسباب فرط الحمضات).
في غياب هذه الأسباب، سيُشخص المرضى حسب تصنيف منظمة الصحة العالمية على أنه إما: 1) ابيضاض دم مزمن ناجم عن فرط الحمضات غير المحدد (CEL-NOS) إذا تجاوزت الخلايا الأرومية في نخاع العظم أو الدم نسبة 2% أو 5% من إجمالي الخلايا المنواة، إضافة لاستيفاء معايير أخرى أو 2) متلازمة فرط اليوزينيات مجهولة السبب (HES) إذا كان هناك دليل على تلف الأنسجة الناجم عن الحمضات ولكن لا توجد معايير تشير إلى ابيضاض الدم الأيوزيني المزمن. يؤدي اكتشاف الطفرات الوراثية التي تسبب متلازمات الحمضات إلى إزالتها من فئات CEL-NOS أو HES وتصنيفها على أنها أورام نخاعية ولمفاوية مرتبطة بكثرة الحمضات وتشوهات PDGFRA ، PDGFRB ، FGFR1 ، ومؤقتًا PCMA-JAK2. يُطلق بشكل غير رسمي على هذه الأمراض أيضًا اسم فرط اليوزينيات النسيلي. اكتشفت طفرات وراثية جديدة مرتبطة، وربما تساهم في تطور كثرة اليوزينيات، والتي تعتبر من أسباب فرط اليوزينيات النسيلي، وفي بعض الحالات، يوصى بإدراجها في فئة الأورام النخاعية واللمفاوية المرتبطة بكثرة اليوزينيات وشذوذات PDGFRA ، PDGFRB ، FGFR1 ، ومؤقتًا PCMA-JAK2. إن العديد من الأسباب الوراثية لفرط اليوزينيات النسيلي نادرة ولكن مع ذلك يجب التفكير بها دائمًا بسبب حساسيتها المعروفة أو المحتملة للتدخلات العلاجية التي تختلف اختلافًا كبيرًا عن العلاج الكيميائي السام المستخدم في علاج الأورام الخبيثة الأكثر شيوعًا.

## كثرة اليوزينيات المترافقة مع الأمراض الدموية الأخرى
فرط اليوزينيات متنوع الخلايا اللمفاوية هو مرض نادر تسببه الخلايا التائية الشاذة، التي تفرز السيتوكينات (مثل إنترلوكين -5) التي تحفز تكاثر سلائف خلايا الحمضات. يعكس هذا المرض الذي يتحول في بعض الأحيان إلى مرحلة من الخباثة اللمفاوية بوضوح وجود اضطراب نسيلي في الخلايا اللمفاوية، وليس في الحمضات، وبالتالي لا يُصنف كفرط يوزينيات نسيلي. تُشاهد أحيانًا كثرة يوزينيات غير نسيلية ناتجة عن تحفيز سلائف الحمضات من قبل خلايا خبيثة نسيلية مثل حالات داء هودجكين، ولمفوما الخلايا البائية، ولمفوما الخلايا التائية، وكثرة المنسجات لخلايا لانغر هانز. وترتبط أمراض الدم الأخرى بفرط الحمضات ولكنها تعتبر فرط يوزينيات نسيلي مرتبط مع خباثة نسيلية أكثر أهمية منها لكن في نوع خلية آخر. على سبيل المثال، يحدث فرط الحمضات في 20% إلى 30% من المرضى الذين يعانون من كثرة الخلايا البدينة الجهازية. يشار إليها أيضًا باسم SM-eo (كثرة الخلايا البدينة الجهازية مع الحمضات) أو SM-SEL (كثرة الخلايا البدينة الجهازية مع ابيضاض الدم الأيوزيني المزمن)، تحمل نسيلة خلايا الحمضات في هذا المرض نفس طفرة D816V في جين KIT، الموجودة عند نسيلة الخلايا البدينة.